# Großer Preis von Ungarn 2004
Der Große Preis von Ungarn 2004 (offiziell Formula 1 Marlboro Magyar Nagydíj 2004) fand am 15. August auf dem Hungaroring in Mogyoród statt und war das 13. Rennen der Formel-1-Weltmeisterschaft 2004.

## Berichte

### Hintergründe
Nach dem Großen Preis von Deutschland führte Michael Schumacher in der Fahrerwertung mit 36 Punkten vor Rubens Barrichello und mit 49 Punkten vor Jenson Button. In der Konstrukteurswertung führte Ferrari mit 99 Punkten vor Renault und mit 108 Punkten vor BAR-Honda.
Vor dem Rennwochenende gab es einen Fahrerwechsel: Cristiano da Matta wurde bei Toyota durch Ricardo Zonta ersetzt, welcher sich für das Jahr 2005 als Stammfahrer beweisen sollte.
Mit Michael Schumacher (dreimal), Fernando Alonso und Barrichello (jeweils einmal) traten drei ehemalige Sieger zu diesem Grand Prix an.

### Training
Die letzten sechs Teams der Konstrukteursmeisterschaft 2003 waren berechtigt, am Freitag im Training ein drittes Auto einzusetzen. Diese Fahrer fuhren am Freitag, traten aber weder im Qualifying noch im Rennen an. Anthony Davidson (BAR-Honda), Björn Wirdheim (Jaguar-Cosworth), Ricardo Zonta (Toyota), Ryan Briscoe (Jordan-Cosworth) und Bas Leinders (Minardi-Cosworth) nahmen in dieser Funktion an den Freitagstrainings teil.
Am Freitag war Kimi Räikkönen mit einer Zeit von 1:20,884 Minuten der Schnellste, gefolgt von Michael Schumacher und Juan Pablo Montoya.
Am Samstag fuhr dann Button mit 1:19,556 Minuten die schnellste Runde vor Michael Schumacher und Barrichello.

### Qualifying
Im ersten Qualifying, in dem die Startpositionen für das zweite Qualifying ermittelt wurden, erzielte Barrichello die schnellste Zeit.
Im Qualifying war dann Michael Schumacher der Schnellste und sicherte sich mit 1:19,146 Minuten die Pole-Position. Zweiter wurde Barrichello vor Takuma Satō.

### Rennen
Michael Schumacher und Barrichello erwischten einen guten Start und behielten die Führung. Allerdings musste sich der Brasilianer gegen Alonso verteidigen, der von Position fünf aus sehr gut startete. Auch Montoya erwischte einen guten Start und setzte sich hinter den Spanier durch, während Satō sogar auf den achten Platz abrutschte. Am Ende der ersten Runde führte Michael Schumacher vor Barrichello, Alonso, Montoya, Button, Jarno Trulli, Räikkönen und Satō. Bis zur ersten Boxenstopp-Serie, die Alonso im zehnten Durchgang eröffnete, gab es keine Überholmanöver. Räikkönen kam in Runde 12 ebenfalls an die Box, allerdings musste der Finne kurz darauf aufgrund eines Motorschadens aufgeben. Dank des Ausfalls des McLaren-Piloten fuhr Antonio Pizzonia in die Punkteränge. Es gab keine weiteren Positionsänderungen und die beiden Ferrari-Fahrer führten weiterhin mit zunehmendem Vorsprung vor Alonso. Belebt wurde das Rennen nur durch das Duell um den siebten Platz zwischen Satō und Pizzonia und das zwischen David Coulthard und Mark Webber um den zehnten Platz, das mit einem Dreher des Australiers in Runde 25 endete.
Drei Runden später war Satō der erste Fahrer, der seinen zweiten Boxenstopp einlegte. Auch die zweite Reihe von Stopps brachte keine Veränderungen, mit Ausnahme von Trulli, der vom sechsten auf den achten Platz zurückfiel, zugunsten von Satō und Pizzonia, die ihren Kampf fortsetzten. Ungefähr zur Hälfte des Rennens hatte Michael Schumacher als Vierter einen Vorsprung von etwa vierzig Sekunden vor Alonso und fünfzig Sekunden vor Montoya. Bis zur 42. Runde passierte praktisch nichts, als Trulli als erster Fahrer den dritten Stopp einlegte. Kurz darauf schied er mit einem Motorschaden aus. Giancarlo Fisichella nutzte dies aus und gelangte in die Punktezränge. Michael Schumacher errang seinen zwölften Saisonsieg vor seinen Teamkollegen Barrichello, Alonso, Montoya, Button, Satō, Pizzonia und Fisichella. Dank dieses Doppelsiegs wurde Ferrari zum sechsten Mal in Folge Konstrukteursweltmeister. Darüber hinaus schied Button endgültig aus dem Kampf um den Fahrertitel aus.
Sowohl in der Fahrer- als auch in der Konstrukteurswertung blieben die ersten drei Plätze unverändert.

## Meldeliste
| Team                       | Nr. | Fahrer               | Chassis        | Motor                 | Reifen |
| -------------------------- | --- | -------------------- | -------------- | --------------------- | ------ |
| Scuderia Ferrari Marlboro  | 01  | Michael Schumacher   | Ferrari F2004  | Ferrari 3.0 V10       | B      |
| Scuderia Ferrari Marlboro  | 02  | Rubens Barrichello   | Ferrari F2004  | Ferrari 3.0 V10       | B      |
| BMW.WilliamsF1 Team        | 03  | Juan Pablo Montoya   | Williams FW26  | BMW 3.0 V10           | M      |
| BMW.WilliamsF1 Team        | 04  | Antonio Pizzonia     | Williams FW26  | BMW 3.0 V10           | M      |
| West McLaren Mercedes      | 05  | David Coulthard      | McLaren MP4-19 | Mercedes-Benz 3.0 V10 | M      |
| West McLaren Mercedes      | 06  | Kimi Räikkönen       | McLaren MP4-19 | Mercedes-Benz 3.0 V10 | M      |
| Mild Seven Renault F1 Team | 07  | Jarno Trulli         | Renault R24    | Renault 3.0 V10       | M      |
| Mild Seven Renault F1 Team | 08  | Fernando Alonso      | Renault R24    | Renault 3.0 V10       | M      |
| Lucky Strike BAR Honda     | 09  | Jenson Button        | BAR 006        | Honda 3.0 V10         | M      |
| Lucky Strike BAR Honda     | 10  | Takuma Satō          | BAR 006        | Honda 3.0 V10         | M      |
| Lucky Strike BAR Honda     | 35  | Anthony Davidson     | BAR 006        | Honda 3.0 V10         | M      |
| Sauber Petronas            | 11  | Giancarlo Fisichella | Sauber C23     | Petronas 3.0 V10      | B      |
| Sauber Petronas            | 12  | Felipe Massa         | Sauber C23     | Petronas 3.0 V10      | B      |
| Jaguar Racing              | 14  | Mark Webber          | Jaguar R5      | Cosworth 3.0 V10      | M      |
| Jaguar Racing              | 15  | Christian Klien      | Jaguar R5      | Cosworth 3.0 V10      | M      |
| Jaguar Racing              | 37  | Björn Wirdheim       | Jaguar R5      | Cosworth 3.0 V10      | M      |
| Panasonic Toyota Racing    | 16  | Ricardo Zonta        | ToyotaTF104    | Toyota 3.0 V10        | M      |
| Panasonic Toyota Racing    | 17  | Olivier Panis        | ToyotaTF104    | Toyota 3.0 V10        | M      |
| Panasonic Toyota Racing    | 38  | Ryan Briscoe         | ToyotaTF104    | Toyota 3.0 V10        | M      |
| Jordan-Ford                | 18  | Nick Heidfeld        | Jordan EJ14    | Ford 3.0 V10          | B      |
| Jordan-Ford                | 19  | Giorgio Pantano      | Jordan EJ14    | Ford 3.0 V10          | B      |
| Jordan-Ford                | 39  | Timo Glock           | Jordan EJ14    | Ford 3.0 V10          | B      |
| Minardi F1 Team            | 20  | Gianmaria Bruni      | Minardi PS04B  | Cosworth 3.0 V10      | B      |
| Minardi F1 Team            | 21  | Zsolt Baumgartner    | Minardi PS04B  | Cosworth 3.0 V10      | B      |
| Minardi F1 Team            | 40  | Bas Leinders         | Minardi PS04B  | Cosworth 3.0 V10      | B      |

Anmerkungen
1. 1 2 3 4 5  Nahm nur am Freitagstraining teil.

## Klassifikation

### Qualifying
| Pos. | Fahrer               | Konstrukteur     | Q1       | Q2         | Start |
| ---- | -------------------- | ---------------- | -------- | ---------- | ----- |
| 1    | Michael Schumacher   | Ferrari          | 1:19,107 | 1:19,146   | 01    |
| 2    | Rubens Barrichello   | Ferrari          | 1:18,436 | 1:19,323   | 02    |
| 3    | Takuma Satō          | BAR-Honda        | 1:19,695 | 1:19,693   | 03    |
| 4    | Jenson Button        | BAR-Honda        | 1:19,878 | 1:19,700   | 04    |
| 5    | Fernando Alonso      | Renault          | 1:20,135 | 1:19,996   | 05    |
| 6    | Antonio Pizzonia     | Williams-BMW     | 1:20,019 | 1:20,170   | 06    |
| 7    | Juan Pablo Montoya   | Williams-BMW     | 1:19,821 | 1:20,199   | 07    |
| 8    | Giancarlo Fisichella | Sauber-Petronas  | 1:19,668 | 1:20,324   | 08    |
| 9    | Jarno Trulli         | Renault          | 1:19,879 | 1:20,411   | 09    |
| 10   | Kimi Räikkönen       | McLaren-Mercedes | 1:20,066 | 1:20,570   | 10    |
| 11   | Mark Webber          | Jaguar-Cosworth  | 1:21,452 | 1:20,730   | 11    |
| 12   | David Coulthard      | McLaren-Mercedes | 1:21,192 | 1:20,897   | 12    |
| 13   | Olivier Panis        | Toyota           | 1:20,491 | 1:21,068   | 13    |
| 14   | Christian Klien      | Jaguar-Cosworth  | 1:21,510 | 1:21,118   | 14    |
| 15   | Ricardo Zonta        | Toyota           | 1:20,199 | 1:21,135   | 15    |
| 16   | Nick Heidfeld        | Jordan-Ford      | 1:20,439 | 1:22,180   | 16    |
| 17   | Giorgio Pantano      | Jordan-Ford      | 1:21,187 | 1:22,356   | 17    |
| 18   | Zsolt Baumgartner    | Minardi-Cosworth | 1:24,656 | 1:24,329   | 18    |
| 19   | Gianmaria Bruni      | Minardi-Cosworth | 1:23,362 | 1:24,679   | 19    |
| 20   | Felipe Massa         | Sauber-Petronas  | 1:19,658 | keine Zeit | 20    |

### Rennen
| Pos. | Fahrer               | Konstrukteur     | Runden | Stopps | Zeit        | Start | Schnellste Runde |
| ---- | -------------------- | ---------------- | ------ | ------ | ----------- | ----- | ---------------- |
| 1    | Michael Schumacher   | Ferrari          | 70     | 3      | 1:35:26,131 | 01    | 1:19,071 (29.)   |
| 2    | Rubens Barrichello   | Ferrari          | 70     | 3      | + 4,696     | 02    | 1:19,213 (29.)   |
| 3    | Fernando Alonso      | Renault          | 70     | 3      | + 44,599    | 05    | 1:20,275 (49.)   |
| 4    | Juan Pablo Montoya   | Williams-BMW     | 70     | 3      | + 1:02,613  | 07    | 1:20,715 (49.)   |
| 5    | Jenson Button        | BAR-Honda        | 70     | 3      | + 1:07,439  | 04    | 1:20,425 (47.)   |
| 6    | Takuma Satō          | BAR-Honda        | 69     | 3      | + 1 Runde   | 03    | 1:21,030 (10.)   |
| 7    | Antonio Pizzonia     | Williams-BMW     | 69     | 3      | + 1 Runde   | 06    | 1:20,501 (48.)   |
| 8    | Giancarlo Fisichella | Sauber-Petronas  | 69     | 3      | + 1 Runde   | 08    | 1:21,022 (53.)   |
| 9    | David Coulthard      | McLaren-Mercedes | 69     | 3      | + 1 Runde   | 12    | 1:21,134 (67.)   |
| 10   | Mark Webber          | Jaguar-Cosworth  | 69     | 3      | + 1 Runde   | 11    | 1:20,825 (45.)   |
| 11   | Olivier Panis        | Toyota           | 69     | 3      | + 1 Runde   | 13    | 1:21,310 (50.)   |
| 12   | Nick Heidfeld        | Jordan-Ford      | 68     | 3      | + 2 Runden  | 16    | 1:21,518 (68.)   |
| 13   | Christian Klien      | Jaguar-Cosworth  | 68     | 3      | + 2 Runden  | 14    | 1:22,530 (45.)   |
| 14   | Gianmaria Bruni      | Minardi-Cosworth | 66     | 3      | + 4 Runden  | 19    | 1:24,601 (65.)   |
| 15   | Zsolt Baumgartner    | Minardi-Cosworth | 65     | 3      | + 5 Runden  | 18    | 1:24,855 (63.)   |
| –    | Giorgio Pantano      | Jordan-Ford      | 48     | 3      | DNF         | 17    | 1:22,927 (43.)   |
| –    | Jarno Trulli         | Renault          | 41     | 3      | DNF         | 09    | 1:20,705 (10.)   |
| –    | Ricardo Zonta        | Toyota           | 31     | 2      | DNF         | 15    | 1:22,525 (13.)   |
| –    | Felipe Massa         | Sauber-Petronas  | 21     | 2      | DNF         | 20    | 1:21,856 (14.)   |
| –    | Kimi Räikkönen       | McLaren-Mercedes | 13     | 1      | DNF         | 10    | 1:21,678 (06.)   |

## WM-Stände nach dem Rennen
Die ersten acht jedes Rennens bekamen 10, 8, 6, 5, 4, 3, 2 bzw. 1 Punkt(e).

### Fahrerwertung
| Pos. | Fahrer               | Konstrukteur     | Punkte |
| ---- | -------------------- | ---------------- | ------ |
| 01   | Michael Schumacher   | Ferrari          | 120    |
| 02   | Rubens Barrichello   | Ferrari          | 82     |
| 03   | Jenson Button        | BAR-Honda        | 65     |
| 04   | Jarno Trulli         | Renault          | 46     |
| 05   | Fernando Alonso      | Renault          | 45     |
| 06   | Juan Pablo Montoya   | Williams-BMW     | 38     |
| 07   | David Coulthard      | McLaren-Mercedes | 19     |
| 08   | Kimi Räikkönen       | McLaren-Mercedes | 18     |
| 09   | Takuma Satō          | BAR-Honda        | 18     |
| 10   | Giancarlo Fisichella | Sauber-Petronas  | 14     |
| 11   | Ralf Schumacher      | Williams-BMW     | 12     |
| 12   | Mark Webber          | Jaguar-Cosworth  | 7      |

| Pos. | Fahrer             | Konstrukteur     | Punkte |
| ---- | ------------------ | ---------------- | ------ |
| 13   | Felipe Massa       | Sauber-Petronas  | 5      |
| 14   | Olivier Panis      | Toyota           | 5      |
| 15   | Antonio Pizzonia   | Williams-BMW     | 4      |
| 16   | Cristiano da Matta | Toyota           | 3      |
| 17   | Nick Heidfeld      | Jordan-Ford      | 3      |
| 18   | Timo Glock         | Jordan-Ford      | 2      |
| 19   | Zsolt Baumgartner  | Minardi-Cosworth | 1      |
| 20   | Christian Klien    | Jaguar-Cosworth  | 0      |
| 21   | Marc Gené          | Williams-BMW     | 0      |
| 22   | Giorgio Pantano    | Jordan-Ford      | 0      |
| 23   | Gianmaria Bruni    | Minardi-Cosworth | 0      |
| –    | Ricardo Zonta      | Toyota           | 0      |

### Konstrukteurswertung
| Pos. | Konstrukteur     | Punkte |
| ---- | ---------------- | ------ |
| 01   | Ferrari          | 202    |
| 02   | Renault          | 91     |
| 03   | BAR-Honda        | 83     |
| 04   | Williams-BMW     | 54     |
| 05   | McLaren-Mercedes | 37     |

| Pos. | Konstrukteur     | Punkte |
| ---- | ---------------- | ------ |
| 06   | Sauber-Petronas  | 19     |
| 07   | Toyota           | 8      |
| 08   | Jaguar-Cosworth  | 7      |
| 09   | Jordan-Ford      | 5      |
| 10   | Minardi-Cosworth | 1      |